# شراره رخام
شراره رُخام (زادهٔ ۱۷ مرداد ۱۳۵۰ در تهران) بازیگر ایرانی است. او دارای مدرک لیسانس زبان روسی از دانشگاه آزاد و همچنین کارشناسی بازیگری از جهاد دانشگاهی است.

## فیلم‌شناسی

### سینما
- هولیا - ۱۳۹۹
- آرزوهای ناتمام - ۱۳۹۵
- فیلسوف‌های احمق - ۱۳۹۴
- لاله‌های واژگون - ۱۳۹۴
- غزاله - ۱۳۹۳
- صفر - ۱۳۹۳
- مبارزان کوچک - ۱۳۹۲
- آژانس ازدواج - ۱۳۸۹
- زنان ونوسی، مردان مریخی - ۱۳۸۹
- سرزمین آرزوها - ۱۳۸۵
- پل سیزدهم - ۱۳۸۳
- چشمان سیاه - ۱۳۸۱
- غوغا - ۱۳۸۱
- سمفونی تاریک - ۱۳۷۹
- دختران انتظار - ۱۳۷۸
- عروس کاغذی - ۱۳۷۴

#### فیلم‌های کوتاه
- نوبت دوم - ۱۳۷۹

### تلویزیونی
تله فیلم
- کودکی برای من[۳]
- سال‌های حادثه - ۱۳۹۱
- رمز عبور - ۱۳۹۱
- راز پیرمردها - ۱۳۸۹
- یه قندون نمک - ۱۳۸۹[۴]
- فراموشی - ۱۳۸۸
- مهره سوخته[۵]

#### مجموعه تلویزیونی
| سال  | نام مجموعه        | کارگردان                    | توضیحات                                |
| ---- | ----------------- | --------------------------- | -------------------------------------- |
| ۱۳۷۴ | مکافات عمل        | احمدرضا جغتایی              | شبکه ۱                                 |
| ۱۳۷۶ | آژانس دوستی       | احمد رمضان زاده             | شبکه ۱ اپیزود رانندگی برای دوشیزه گوهر |
| ۱۳۷۸ | مسافر             | جواد اردکانی                | شبکه ۲                                 |
| ۱۳۷۹ | آتش و شبنم        | محمد ابراهیم سلطانی فر      | شبکه ۱                                 |
| ۱۳۷۹ | جوان امروز        | یوسف سیدمهدوی               | شبکه ۳                                 |
| ۱۳۷۹ | سرزمین آرزوها     | حسین پهلوان نشان مصطفی راور | شبکه ۱                                 |
| ۱۳۸۰ | شب آفتابی         | قاسم جعفری                  | شبکه ۳                                 |
| ۱۳۸۱ | نسیم رؤیا         | کاظم بلوچی                  | شبکه ۱ رمضان ۸۱                        |
| ۱۳۸۲ | فقط به خاطر تو    | اکبر منصور فلاح             | شبکه ۳ رمضان ۸۲                        |
| ۱۳۸۳ | پول کثیف          | جواد افشار                  | شبکه ۵ رمضان ۸۳                        |
| ۱۳۸۴ | کلانتر ۲          | محسن شاه محمدی              | شبکه ۱ اپیزود مسافر خوشبختی            |
| ۱۳۸۶ | سرنوشت            | محمدرضا زهتابی              | شبکه ۱                                 |
| ۱۳۸۶ | دریا در غربت      | سید رحیم حسینی              | شبکه ۱                                 |
| ۱۳۸۷ | کارآگاهان         | حمید لبخنده                 | شبکه ۳                                 |
| ۱۳۸۸ | دفترخانه شماره ۱۳ | سید وحید حسینی              | شبکه ۱                                 |
| ۱۳۸۹ | تلنگر             | محمد درمنش                  | شبکه ۱                                 |
| ۱۳۹۰ | همسایه دنا        | حمید اکرمی                  | شبکه ۱                                 |
| ۱۳۹۶ | همسرایی           | حسین تبریزی                 | شبکه نمایش خانگی                       |

#### شبکه نمایش خانگی
- مبارزان کوچک - ۱۳۹۱[۹]
- نیم‌کیلو باش، مرد باش - ۱۳۹۱[۱۰]
- در آرامش
- کات کلانتری - ۱۳۹۰[۱۱]
- ورشکسته‌ها - ۱۳۸۹[۱۲]

### تئاتر
- دومینو (نویسندگی مانی ارمغان؛ کارگردانی سیروس کهوری‌نژاد) - ۱۳۹۸
- گاس (نویسندگی عباس عبدالله‌زاده؛ کارگردانی فرشاد یاری) - ۱۳۹۵
- نمایشنامه خوانی گاه دلتنگی نوشته دیوید ممت و کارگردانی سامان قلیچ خانی ۱۳۹۸

نمایشنامه خوانی شیش و بش نوشته محمد چرم شیر و کارگردانی سامان قلیچ خانی ۱۴۰۱

### موسیقی
- دکلمه کابوس (با شعر و آهنگسازی مانی ارمغان - ۱۳۹۷
- عین خیالت نیست (به همراه احمد ایراندوست و نیما شمس) - ۱۳۹۶
- به تو نگم (به همراه احمد ایراندوست و نیما شمس) - ۱۳۹۶
- چشای خیس (به همراه احمد ایراندوست و نیما شمس) - ۱۳۹۶
- عکس آخرت (به همراه مصطفی پاشایی) - ۱۳۹۶
- حسرت (به همراه احمد ایراندوست و نیما شمس) - ۱۳۹۶